# バールーフ・マーゼル

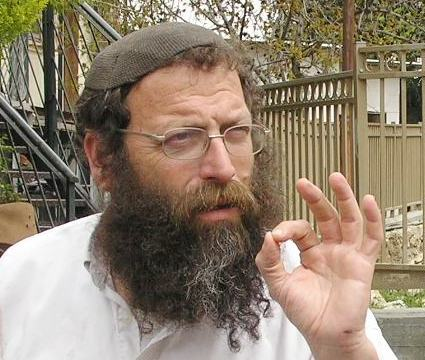
バールーフ・マーゼル

バールーフ・マーゼル（ברוך מאיר מרז, Baruch Meir Marzel、 1959年4月23日 - ）は、イスラエルのユダヤ人政治活動家。元ユダヤ国民戦線党首。イスラエルの主流メディアにおいては「現代イスラエルにおける最大の大物右翼」と形容されている。ヘブロン在住。

## 生い立ち
1959年4月23日、アメリカ合衆国のボストンで生まれる。生まれてすぐに家族ともどもイスラエルに移住（アリーヤー）した。イェシーバーを卒業後、20歳のときにイスラエル国防軍に入隊する。1982年のレバノン紛争におけるイスラエル軍侵攻（ガリラヤの平和作戦）に従軍した。軍を除隊後、軍の上層部はマーゼルにアメリカに行くよう命じ、彼はアメリカへ渡ってイスラエルの広報活動や援助を求める活動などを行っていた。

## 政治活動
その後、ラビ・メイル・カハネが創設した極右政党「カハ」の幹部を務めていたが、イスラエルからのアラブ人追放などの人種差別的信条を理由に、1988年に選挙資格を剥奪された。
1990年にカハネが暗殺されると、カハネ主義運動の事務局長となる。また、時を同じくしてカハネの息子ビニャミン・ゼエヴ・カハネが「カハネ・ハイ」（「カハネは生きている」という意味）を立ち上げている。
しかし、両グループとも、1994年にカハネ主義者バールーフ・ゴールドシュテインが引き起こしたマクペラの洞窟虐殺事件によってアメリカとイスラエル両政府からテロ組織と認定される。
2004年にカハネ主義政党「ユダヤ国民戦線」を創設。2006年の総選挙の選挙期間中に、マーゼルはイスラエル国防軍の兵士に対して「ウリ・アブネリ（イスラエルの左翼政治家）とその支持者の殺害を実行せよ」と呼びかけた。しかし、この選挙では議席を獲得できなかった。
2009年の総選挙では、元カハ党員の同志であるミハエル・ベン＝アリが、国家統一党を構成するネオ・カハニズム政党「エレツ・イスラエル・シェラヌ」より立候補し、当選を果たしている。
2013年の総選挙には、「強いイスラエル」より出馬。しかし、議席を得られるだけの得票を獲得できず、落選した。
2015年の総選挙では「強いイスラエル」を「ユダヤの力」と改名し、また、元シャス党首エリ・イシャイが立ち上げた新党「ヤハド」と統一会派を組み、比例4位で出馬が決定。各種世論調査の通り、ひとたびは当確が出たものの、これまでの発言を問題視した中央選挙委員会により「人種差別主義者」であると審判され、これに対する控訴も最高裁によって棄却、落選が確定した。
2018年3月現在、保守系テレビ・ラジオ放送局「アルーツ・シェバ」のライターとして活動している。

## 脅迫行為
2005年2月に当時の首相アリエル・シャロンがガザ地区等撤退計画をぶち上げた。これにイスラエルの極左政党であるハダシュが賛意を表明した。これに憤慨したマーゼルはハダシュ党首ムハンマド・バラカを「お前とお前の友達を含め、（入植地撤去より）先に他の社会階層（アラブ人）に対して（暴力が）実行されるのは時間の問題だ」と脅迫した。

## パレスチナ人への嫌がらせ
パレスチナのヘブロンで、極右クネセト議員ミハエル・ベン＝アリと、イスラエルでは有名なカハニストであるイタマル・ベン＝グヴィルらを引き連れ、パレスチナ人が運営する商店や、街中のパレスチナ人たちにアラビア語で書かれたビラを配る嫌がらせ行為をしたことがある。内容は不明だが、受け取ったパレスチナ人たちは一様にビラを破り捨てていたので、相当不快な文言が書かれていたと思われる。

## その他の主張
アラブ人以外に、同性愛者の殺害も主張している。ラジオ局の取材において、同性愛者に対し宗教戦争を行うべきと主張した。